# Massarina alni
Massarina alni är en svampart som först beskrevs av G.H. Otth, och fick sitt nu gällande namn av Pier Andrea Saccardo 1895. Massarina alni ingår i släktet Massarina och familjen Massarinaceae.   Inga underarter finns listade i Catalogue of Life.